# ديفيد كوك (سائق سباق)
ديفيد كوك (بالإنجليزية: David Cook)‏ هو سائق سباق بريطاني، ولد في 3 أبريل 1975 في روثرهام ‏ في المملكة المتحدة.

## روابط خارجية
- دايفيد كوك على موقع DriverDB.com (الإنجليزية)